# Houston Comets 1999
La stagione 1999 delle Houston Comets fu la 3ª nella WNBA per la franchigia.
Le Houston Comets vinsero la Western Conference con un record di 26-6. Nei play-off vinsero la finale di conference con le Los Angeles Sparks (2-0), vincendo poi il titolo WNBA battendo nella finale le New York Liberty (2-1).

## Roster
| N° | Naz.                   | Ruolo | Sportivo          | Anno | Alt. | Peso |
| -- | ---------------------- | ----- | ----------------- | ---- | ---- | ---- |
| 00 | Stati Uniti (bandiera) | C     | Nyree Roberts     | 1976 | 191  | 95   |
| 7  | Stati Uniti (bandiera) | A     | Tina Thompson     | 1975 | 188  | 81   |
| 9  | Brasile (bandiera)     | A     | Janeth            | 1969 | 180  | 67   |
| 13 | Spagna (bandiera)      | A     | Amaya Valdemoro   | 1976 | 185  | 73   |
| 14 | Stati Uniti (bandiera) | G     | Cynthia Cooper    | 1963 | 178  | 68   |
| 15 | Bulgaria (bandiera)    | A     | Polina Cekova     | 1968 | 193  | 86   |
| 21 | Stati Uniti (bandiera) | G     | Jennifer Rizzotti | 1974 | 168  | 66   |
| 22 | Stati Uniti (bandiera) | A     | Sheryl Swoopes    | 1971 | 183  | 66   |
| 23 | Stati Uniti (bandiera) | A     | Tammy Jackson     | 1962 | 188  | 86   |
| 24 | Israele (bandiera)     | C     | Mila Nikolich     | 1971 | 191  | 83   |
| 34 | Stati Uniti (bandiera) | G     | Sonja Henning     | 1969 | 170  | 65   |
| 40 | Stati Uniti (bandiera) | C     | Monica Lamb       | 1964 | 196  | 93   |
| 52 | Stati Uniti (bandiera) | C     | Kara Wolters      | 1975 | 201  | 103  |

## Staff tecnico
- Allenatore: Van Chancellor
- Vice-allenatori: Kevin Cook, Alisa Scott